# Walter Kaufmann (escritor)
Walter Kaufmann, nacido Jizchak Schmeidler (Berlín, 19 de enero de 1924-Berlín, 15 de abril de 2021), fue un escritor alemán nacionalizado australiano.
Superviviente de la persecución nazi a los judíos, destacó en la literatura de la Alemania Oriental (RDA) como autor de novelas, cuentos y diarios de viajes de Europa, Estados Unidos, Irlanda e Israel. Fue miembro del PEN Club Internacional de la RDA del que fue  secretario general entre 1985 y 1993. Otra de sus facetas fue la de actor cinematográfico bajo el seudónimo de John Mercator.

## Vida
Era el hijo de un comerciante judío. Fue adoptado en 1926 por una pareja de abogados judíos. Se crio en Duisburgo, donde acudió al gimnasio Steinbart. Sus padres adoptivos fueron arrestados en la noche de los Cristales Rotos y llevados al gueto de Terezin; finalmente fueron asesinados en Auschwitz. Kaufmann se fue en 1939 en un Kindertransport desde los Países Bajos hasta Reino Unido para huir de la Alemania nazi. Allí fue internado como «extranjero enemigo» hasta 1940, cuando se fue en barco a Australia, donde trabajó al principio como agricultor y recolector de fruta y durante cuatro años como voluntario en el Ejército de Tierra de Australia. Después de 1945 trabajó como fotógrafo callejero, en un astillero, en el matadero y como marinero en la marina mercante. Entró en contacto con el Melbourne Realist Writers Group (grupo de escritores realistas de Melbourne) y empezó su primera novela en 1949, que finalizó en 1951 y se publicó en 1953. En 1955 participó como delegado de la Australian Seamen's Union en el Festival Mundial de la Juventud y los Estudiantes en Varsovia. Después visitó la República Democrática Alemana (RDA) y la Unión Soviética. En 1957 se trasladó a la RDA, pero conservando la nacionalidad australiana. Volvió a trabajar de marinero en la marina mercante de la RDA en barcos que viajaban a Sudamérica. Desde finales de la década de 1950 se dedicó principalmente a la escritura.[cita requerida]
Estuvo casado con la actriz Angela Brunner; la actriz Deborah Kaufmann es hija de ambos. La fotógrafa Rebekka es también hija del escritor de un matrimonio anterior. Contrajo matrimonio con Lissy Kreuter en terceras nupcias. Falleció a los noventa y siete años el 15 de abril de 2021 en Berlín.

## Obra
Fue el autor de novelas, cuentos y reportajes. Por regla general escribía en inglés y alguien o él mismo lo traducía luego al alemán. El tema de sus relatos solía estar relacionado con sus andanzas por el mar y por Europa. Sus reportajes narran sus viajes por Estados Unidos, Irlanda e Israel. También escribió libros autobiográficos sobre su vida como judío emigrante.[cita requerida]
Era miembro desde 1955 de la Deutscher Schriftstellerverband y desde 1975 del PEN Club Internacional de la RDA (hoy en día de Alemania), donde entre los años 1985 y 1993 fue secretario general. En 1959 recibió el Mary Gilmore Award, en 1961 y 1964 el premio Theodor Fontane, en 1967 el premio Heinrich Mann y en 1993 el Literaturpreis Ruhr.
También trabajó como actor en varios filmes de la Deutsche Film AG con el pseudónimo de John Mercator. Fundó en Potsdam, junto con alrededor de cincuenta antifascistas, la Unión de los Perseguidos del Régimen Nazi.

## Obras en inglés
- Voices in the storm (1953)
- The curse of Maralinga and other stories (1959)
- American encounter (1966)
- Beyond the green world of childhood (1972)

## Obras en alemán
- Wohin der Mensch gehört (1957)
- Der Fluch von Maralinga (1958)
- Ruf der Inseln (1960)
- Feuer am Suvastrand (1961)
- Kreuzwege (1961)
- Die Erschaffung des Richard Hamilton (1964)
- Begegnung mit Amerika heute (1965)
- Unter australischer Sonne (1965)
- Hoffnung unter Glas (1966)
- Stefan (1966)
- Unter dem wechselnden Mond (1968)
- Gerücht vom Ende der Welt (1969)
- Unterwegs zu Angela (1973)
- Das verschwundene Hotel (1973)
- Am Kai der Hoffnung (1974)
- Entführung in Manhattan (1975)
- Patrick (1977)
- Stimmen im Sturm (1977)
- Wir lachen, weil wir weinen (1977)
- Irische Reise (1979)
- Drei Reisen ins gelobte Land (1980)
- Kauf mir doch ein Krokodil (1982)
- Flucht (1984)
- Jenseits der Kindheit (1985)
- Manhattan-Sinfonie (1987)
- Tod in Fremantle (1987)
- Die Zeit berühren (1992)
- Ein jegliches hat seine Zeit (1994)
- Im Schloss zu Mecklenburg und anderswo (1997)
- Über eine Liebe in Deutschland (1998)
- Gelebtes Leben (2000)
- Amerika (2003)
- Die Welt des Markus Epstein (2004)
- Im Fluss der Zeit (2010)
- Entführung in Manhattan – Das verschwundene Hotel (ilustrado por Angela Brunner)
- Schade, dass du Jude bist (2013)

## Filmografía
- 1967: Die gefrorenen Blitze
- 1969: Rendezvous mit unbekannt